# فوك راديفوفيتش
فوك راديفوفيتش (بالصربية: Вук Радивојевић) مواليد 30 يوليو 1983 في بلغراد، جمهورية صربيا الاشتراكية، هو لاعب كرة سلة صربي. بدأ مسيرته الاحترافية في سنة 2002. يحمل الرقم 18. يبلغ طوله 6 قدم 5 بوصة (2.0 م).

## المسيرة الاحترافية
لعب مع نادي ريد ستار لكرة السلة من سنة 2003 إلى 2007، ثم لعب مع بالونكيستو فوينلابرادا في الدوري الإسباني من سنة 2007 إلى 2009، ثم لعب مع نادي إف إم بي لكرة السلة في موسم 2010–2011، ثم لعب مع تورك تيليكوم في الدوري التركي في موسم 2013–2014، ثم لعب مع نادي إيجوكيا لكرة السلة في سنة 2015.

## روابط خارجية
- فوك راديفوفيتش على موقع الاتحاد الدولي لكرة السلة (الإنجليزية)
- فوك راديفوفيتش على موقع الدوري الأوروبي لكرة السلة (الإنجليزية)
- فوك راديفوفيتش على موقع الدوري الإسباني لكرة السلة (الإسبانية)
- فوك راديفوفيتش على موقع كرة السلة الأوروبية.كوم (الإنجليزية)
- فوك راديفوفيتش على موقع DraftExpress.com (الإنجليزية)
- فوك راديفوفيتش على موقع ريلجم (الإنجليزية)
- فوك راديفوفيتش على موقع بروبوليرز (الإنجليزية)
- فوك راديفوفيتش على موقع سبورتس رفرنس (الإنجليزية)